# Lekkoatletyka na Letnich Igrzyskach Olimpijskich 1988 – bieg na 1500 m mężczyzn
Bieg na 1500 metrów mężczyzn podczas XXIV Letnich Igrzysk Olimpijskich w Seulu rozegrano 29 (eliminacje) i 30 września (półfinały) oraz 1 października 1988 (finał) na Stadionie Olimpijskim. Zwycięzcą został reprezentant Kenii Peter Rono.

## Rekordy

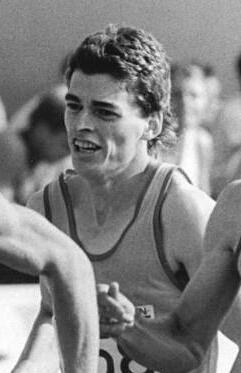
Jens-Peter Herold

|                   | Zawodnik      | Narodowość      | Czas    | Data                  | Miejsce     |
| ----------------- | ------------- | --------------- | ------- | --------------------- | ----------- |
| Rekord świata     | Saïd Aouita   | Maroko          | 3:29,46 | 23 sierpnia 1985(dts) | Berlin      |
| Rekord olimpijski | Sebastian Coe | Wielka Brytania | 3:32,53 | 11 sierpnia 1984(dts) | Los Angeles |

## Wyniki
| Poz. - pozycja |
| – rekord świata \| – rekord krajowy \| – rekord życiowy \| = – wyrównany rekord życiowy \| · – najlepszy wynik w sezonie \| = – wyrównany najlepszy wynik w sezonie \| – rekord olimpijski |
| Fn – falstart \| DNF – nie ukończył \| DNS – nie wystartował \| DSQ – zdyskwalifikowany |

### Eliminacje
Rozegrano cztery biegi eliminacyjne. Do półfinałów awansowało po pięciu najlepszych zawodników z każdego biegu (Q) oraz sześciu z najlepszymi czasami spośród pozostałych (q).

#### Bieg 1
| Poz. | Zawodnik            | Narodowość        | Rezultat | Uwagi |
| ---- | ------------------- | ----------------- | -------- | ----- |
| 1    | Steve Cram          | Wielka Brytania   | 3:40,89  | Q     |
| 2    | Steve Scott         | Stany Zjednoczone | 3:41,57  | Q     |
| 3    | Rémy Geoffroy       | Francja           | 3:41,68  | Q     |
| 4    | Joseph Chesire      | Kenia             | 3:41,82  | Q     |
| 5    | Gennaro Di Napoli   | Włochy            | 3:41,85  | Q     |
| 6    | Marcus O’Sullivan   | Irlandia          | 3:42,01  | q     |
| 7    | Ari Suhonen         | Finlandia         | 3:43,61  |       |
| 8    | José Luíz Barbosa   | Brazylia          | 3:44,46  |       |
| 9    | Branko Zorko        | Jugosławia        | 3:45,52  |       |
| 10   | Michael Watson      | Bermudy           | 3:46,49  |       |
| 11   | Melford Homela      | Zimbabwe          | 3:47,38  |       |
| 12   | Hoche Yaya Aden     | Dżibuti           | 3:51,56  |       |
| 13   | Eugénio Katombi     | Angola            | 3:54,25  |       |
| 14   | Modupe Jonah        | Sierra Leone      | 3:55,15  |       |
| 15   | Mohamed Ould Khayar | Mauretania        | 4:12,18  |       |

#### Bieg 2
| Poz. | Zawodnik           | Narodowość        | Rezultat | Uwagi |
| ---- | ------------------ | ----------------- | -------- | ----- |
| 1    | Kipkoech Cheruiyot | Kenia             | 3:39,48  | Q     |
| 2    | Mark Deady         | Stany Zjednoczone | 3:41,91  | Q     |
| 3    | Mogens Guldberg    | Dania             | 3:42,01  | Q     |
| 4    | Saïd Aouita        | Maroko            | 3:42,18  | Q     |
| 5    | Mário da Silva     | Portugalia        | 3:42,24  | Q     |
| 6    | Marcus Rapp        | Szwajcaria        | 3:42,64  |       |
| 7    | David Campbell     | Kanada            | 3:42,97  |       |
| 8    | Muhammad Sulajman  | Katar             | 3:44,43  |       |
| 9    | Duan Xiuquan       | Chiny             | 3:44,88  |       |
| 10   | Pat Scammell       | Australia         | 3:45,21  |       |
| 11   | Jama Aden          | Somalia           | 3:49,84  |       |
| 12   | Ramón López        | Paragwaj          | 3:53,31  |       |
| 13   | Kenneth Dzekedzeke | Malawi            | 4:02,61  |       |
| 14   | Bernardo Elonga    | Gwinea Równikowa  | 4:16,40  |       |
| –    | Nimley Twegbe      | Liberia           | DNS      |       |

#### Bieg 3
| Poz. | Zawodnik           | Narodowość        | Rezultat | Uwagi |
| ---- | ------------------ | ----------------- | -------- | ----- |
| 1    | Peter Rono         | Kenia             | 3:37,65  | Q     |
| 2    | Jeff Atkinson      | Stany Zjednoczone | 3:38,33  | Q     |
| 3    | Peter Elliott      | Wielka Brytania   | 3:38,60  | Q     |
| 4    | Markus Hacksteiner | Szwajcaria        | 3:39,05  | Q     |
| 5    | Mostafa Lachal     | Maroko            | 3:39,20  | Q     |
| 6    | Rachid Kram        | Algieria          | 3:39,90  | q     |
| 7    | Joaquim Cruz       | Brazylia          | 3:40,92  | q     |
| 8    | Mbiganyi Thee      | Botswana          | 3:41,97  | q     |
| 9    | Spiros Spiru       | Cypr              | 3:42,32  | q     |
| 10   | Gerry O’Reilly     | Irlandia          | 3:43,23  |       |
| 11   | Jo Jin-Saeng       | Oman              | 3:45,63  |       |
| 12   | Jan Kubista        | Czechosłowacja    | 3:46,41  |       |
| 13   | Moses Zarak Khan   | Fidżi             | 4:03,20  |       |
| 14   | Awad Saleh Ahmed   | Jemen Północny    | 4:03,86  |       |
| 15   | John Siguria       | Papua-Nowa Gwinea | 4:07,04  |       |

#### Bieg 4
| Poz. | Zawodnik             | Narodowość        | Rezultat | Uwagi |
| ---- | -------------------- | ----------------- | -------- | ----- |
| 1    | Jens-Peter Herold    | NRD               | 3:40,87  | Q     |
| 2    | Han Kulker           | Holandia          | 3:40,90  | Q     |
| 3    | Steve Crabb          | Wielka Brytania   | 3:41,12  | Q     |
| 4    | Peter Wirz           | Szwajcaria        | 3:41,26  | Q     |
| 5    | Omer Khalifa         | Sudan             | 3:41,46  | Q     |
| 6    | Abdelmajide Moncif   | Maroko            | 3:41,83  | q     |
| 7    | Mahmoud Kalboussi    | Tunezja           | 3:43,72  |       |
| 8    | Dale Jones           | Antigua i Barbuda | 3:51,22  |       |
| 9    | Mohammed al-Dosari   | Arabia Saudyjska  | 3:51,53  |       |
| 10   | Eulucane Ndagijimana | Rwanda            | 3:51,61  |       |
| 11   | Josep Graells        | Andora            | 3:52,68  |       |
| 12   | Zeki Öztürk          | Turcja            | 3:54,26  |       |
| 13   | Douglas Consiglio    | Kanada            | 3:55,31  |       |
| 14   | Seid Gayaplé         | Czad              | 3:58,46  |       |
| 15   | Hari Bahadur Rokaya  | Nepal             | 4:01,17  |       |

### Półfinały
Rozegrano dwa biegi półfinałowe. Do finału awansowało po pięciu najlepszych zawodników z każdego biegu oraz dwóch z najlepszymi czasami spośród pozostałych.

#### Bieg 1
| Poz. | Zawodnik           | Narodowość        | Rezultat | Uwagi |
| ---- | ------------------ | ----------------- | -------- | ----- |
| 1    | Kipkoech Cheruiyot | Kenia             | 3:38,09  | Q     |
| 2    | Steve Cram         | Wielka Brytania   | 3:38,30  | Q     |
| 3    | Peter Elliott      | Wielka Brytania   | 3:38,56  | Q     |
| 4    | Han Kulker         | Holandia          | 3:39,06  | Q     |
| 5    | Jeff Atkinson      | Stany Zjednoczone | 3:39,12  | Q     |
| 6    | Joseph Chesire     | Kenia             | 3:39,17  | q     |
| 7    | Mogens Guldberg    | Dania             | 3:39,66  |       |
| 8    | Rémy Geoffroy      | Francja           | 3:40,96  |       |
| 9    | Rachid Kram        | Algieria          | 3:41,39  |       |
| 10   | Spiros Spiru       | Cypr              | 3:43,49  |       |
| –    | Abdelmajide Moncif | Maroko            | DNF      |       |
| –    | Peter Wirz         | Szwajcaria        | DNF      |       |
| –    | Joaquim Cruz       | Brazylia          | DNS      |       |

#### Bieg 2
| Poz. | Zawodnik           | Narodowość        | Rezultat | Uwagi |
| ---- | ------------------ | ----------------- | -------- | ----- |
| 1    | Steve Scott        | Stany Zjednoczone | 3:38,20  | Q     |
| 2    | Peter Rono         | Kenia             | 3:38,25  | Q     |
| 3    | Omer Khalifa       | Sudan             | 3:38,40  | Q     |
| 4    | Mário da Silva     | Portugalia        | 3:38,56  | Q     |
| 5    | Jens-Peter Herold  | NRD               | 3:38,59  | Q     |
| 6    | Marcus O’Sullivan  | Irlandia          | 3:38,84  | q     |
| 7    | Markus Hacksteiner | Szwajcaria        | 3:39,18  |       |
| 8    | Mark Deady         | Stany Zjednoczone | 3:39,47  |       |
| 9    | Steve Crabb        | Wielka Brytania   | 3:39,55  |       |
| 10   | Mbiganyi Thee      | Botswana          | 3:42,62  |       |
| 11   | Gennaro Di Napoli  | Włochy            | 3:43,58  |       |
| 12   | Mostafa Lachal     | Maroko            | 3:45,65  |       |
| –    | Saïd Aouita        | Maroko            | DNS      |       |

### Finał
| Poz. | Zawodnik           | Narodowość        | Rezultat |
| ---- | ------------------ | ----------------- | -------- |
| 1    | Peter Rono         | Kenia             | 3:37,65  |
| 2    | Peter Elliott      | Wielka Brytania   | 3:35,96  |
| 3    | Jens-Peter Herold  | NRD               | 3:36,21  |
| 4    | Steve Cram         | Wielka Brytania   | 3:36,24  |
| 5    | Steve Scott        | Stany Zjednoczone | 3:36,99  |
| 6    | Han Kulker         | Holandia          | 3:37,08  |
| 7    | Kipkoech Cheruiyot | Kenia             | 3:37,94  |
| 8    | Marcus O’Sullivan  | Irlandia          | 3:38,39  |
| 9    | Mário da Silva     | Portugalia        | 3:38,77  |
| 10   | Jeff Atkinson      | Stany Zjednoczone | 3:40,80  |
| 11   | Joseph Chesire     | Kenia             | 3:40,82  |
| 12   | Omer Khalifa       | Sudan             | 3:41,07  |